# Commission chargée d'enquêter sur les évènements survenus en France de 1933 à 1945
La Commission chargée d'enquêter sur les événements survenus en France de 1933 à 1945 est une commission d'enquête parlementaire française créée après la Seconde Guerre mondiale dont le but était, à la suite de la débâcle de 1940, d'apprécier les responsabilités politiques et militaires dans la préparation de la guerre et dans sa conduite. 
Son rapport, 3 400 pages en plusieurs tomes, sortit en 1951.

## Historique
La commission est créée par une loi du 31 août 1946, par l'Assemblée constituante qui la charge d'enquêter sur « l'ensemble des événements politiques, économiques, diplomatiques et militaires qui, de 1933 à 1945, ont précédé, accompagné et suivi l'armistice, afin de déterminer les responsabilités encourues et de proposer, s'il y a lieu, les sanctions politiques et judiciaires » et lui donne alors un délai d'un an. Elle est composée de députés issus des différents groupes parlementaires, dans la proportion de leur représentation à l'assemblée, et de non-parlementaires représentant des organisations de la Résistance. 
Elle tient sa première réunion le 28 février 1947 où elle élit son président, le député communiste Alfred Malleret-Joinville (qui fut l'un des quatre généraux de brigade FFI, avec Jacques Chaban-Delmas, Pierre de Bénouville et Maurice Chevance-Bertin), et son vice-président, le député socialiste Gérard Jaquet. Mais lors de leur deuxième réunion, le 11 mars 1947, ces élections furent remises en cause, car des membres non-parlementaires avaient voté. Le groupe socialiste avait alors saisi l'Assemblée nationale qui, interprétant la loi du 31 août 1946, décida que seuls les parlementaires pouvaient voter. Après de nouvelles élections et malgré les protestations des communistes, Gérard Jaquet fut élu président et le député MRP Charles Serre rapporteur général. Les membres communistes de la Commission démissionnèrent et ne participèrent alors plus aux délibérations. Espérant leur retour, en vain, la Commission leur réserva deux des quatre postes de vice-président, les deux autres étant attribués au député radical Edgar Faure et au député PRL Joseph Laniel. 
La commission va tenir plus d'une centaine de séances, interrogeant une cinquantaine de personnalités politiques, diplomatiques, militaires et journalistes d'avant et durant la guerre dont : 
- les anciens présidents du Conseil : Paul Reynaud (mars - juin 1940), Édouard Daladier (1938-1940), Léon Blum (1936-1937 et 1938), Joseph Paul-Boncour (décembre 1932 - janvier 1933) et Pierre-Étienne Flandin (1934-1935),
- les anciens ministres de l'Air dans les années 1930 : Pierre Cot et Guy La Chambre,
- plusieurs ministres des Finances avant guerre dont Louis Germain-Martin,
- l'ambassadeur français en Allemagne de 1931 à 1938 André François-Poncet, le consul français à Cologne sur cette même période Jean Dobler, l'ambassadeur de France en Pologne et en Tchécoslovaquie avant guerre, Léon Noël (il sera le représentant du ministère des Affaires étrangères lors de l'armistice à Rethondes)[3].
- les généraux Maurice Gamelin (généralissime au début de la bataille de France), Maxime Weygand (qui le remplaça en mai 1940 puis fut, sous le régime de Vichy, quelques mois ministre de la Défense, puis délégué général en Afrique du Nord), Julien Dufieux, Alphonse Georges,  Louis Maurin, deux fois ministre de la Guerre au milieu des années 1930, Henri Lacaille, Marie-Germain-Christian Bruneau, qui commandait la 1re division cuirassée en 1940, Émile Bruché, qui commandait la  2e division cuirassée, Jean Veron (alors colonel, il était aux services généraux de l'aviation dans l'administration de Vichy puis à l'état-major des forces aériennes d'Afrique du Nord), Louis-Eugène Faucher (durant l'entre-deux-guerres, chef d'état-major du général Eugène Mittelhausser puis chef de la mission militaire française en Tchécoslovaquie de 1926 à 1938)[3]. Général Paul de Villelume (alors colonel, chef du cabinet militaire du président du Conseil Paul Reynaud dès sa nomination en mars 1940).

Le baron de Dorlodot, membre du Sénat belge, est le seul étranger entendu. Il témoigne sur l'année 1934 où selon lui le sort de l'Europe avait été suspendu à un vote du Sénat français.
La plupart des témoins sont convoqués par la Commission, quelques uns demandant à être reçus comme Jean Dobler. Le général de Gaulle refusa de témoigner. 
L'élection d'une nouvelle chambre des députés en 1951 met fin aux travaux.

## Conclusions et rapports
Le rapporteur général Charles Serre publiera au nom de la commission, entre 1951 et 1952, onze volumes au total : neuf volumes de témoignages et deux volumes de rapport.
Le rapport de la commission connaîtra une édition publique, en deux ouvrages aux Presses universitaires de France :
- Les Événements survenus en France de 1933 à 1945. Témoignages et documents recueillis par la Commission d'enquête parlementaire, 9 vol. de 2 841 p., vendu 3 800 francs[2]
- Les Événements survenus en France de 1933 à 1945. Rapport de M. Charles Serre, député, au nom de la Commission d'enquête parlementaire, 2 vol. de 547 p., vendus 900 francs[2]

## Membres de la Commission
Liste des membres telle que figurant sur la première page du rapport de son rapporteur, Charles Serre :
- président : Gérard Jaquet (SFIO)
- vice-présidents : Edgar Faure (Radical) et Joseph Laniel (PRL)
- rapporteur général : Charles Serre (MRP )
- parlementaires : Paul Antier (CRUPS)[Note 2], Pierre Beauquier (MRP), Jean Binot (SFIO), Daniel Boisdon (MRP), René Capitant (UDSR), Michel Clemenceau (PRL)[Note 3], Lucien Coffin (SFIO), Pierre Dhers (MRP), Félix Gaillard (Parti radical), Godin, Paul Gosset (MRP), Henri-Louis Grimaud (MRP), Raymond Guesdon (SFIO), Émile Halbout (MRP), Paul Hutin-Desgrées (MRP, fondateur du journal Ouest-France), Amadou Lamine-Guèye (affilié SFIO), Jean-Marie Louvel (MRP), Louis Marin, Pierre Mazuez (SFIO), Pierre Métayer (SFIO), André Mutter (PRL), Jean-Paul Palewski (MRP), Antoine Pinay (CNIP), Marc Scherer (MRP), Maurice Viollette (UDSR, ancien ministre du Front populaire), N[Note 4]...
- non-parlementaires : Lucie Aubrac (seule femme membre de la Commission), Henri Aubry, de Barral, Paul Benoit, Jean Bertin, Ginas, Justin Godart, Yvon Gouet, Émile Kahn, Manhes, Massiet, Pailleux, Louis Saillant, Jean-Albert Sorrel, André Toller, Vavasseur, A. Verret, Viala.